# París-Tours 1944
La París-Tours 1944 fou la 38a edició de la clàssica París-Tours. Es disputà el 7 de maig de 1944 amb una distància de 240 km. El vencedor final fou el francès Lucien Teisseire.

## Classificació general
|    | Ciclista          | Equip | Temps      |
| -- | ----------------- | ----- | ---------- |
| 1  | Lucien Teisseire  |       | 6h 06' 12" |
| 2  | Louis Gauthier    |       | m. t.      |
| 3  | Louis Thiétard    |       | m. t.      |
| 4  | Marcel Tiger      |       | m. t.      |
| 5  | Fermo Camellini   |       | m. t.      |
| 6  | Pierre Brambilla  |       | m. t.      |
| 7  | Amédée Rolland    |       | m. t.      |
| 8  | Albertin Disseaux |       | m. t.      |
| 9  | Giuseppe Martino  |       | m. t.      |
| 10 | Ernest Sterckx    |       | m. t.      |